# Les Accélérations
Les Accélérations (Le accelerazioni) est une nouvelle fantastique de Dino Buzzati, incluse dans le recueil Le K paru en 1966. Elle est la cinquième du cycle de neuf nouvelles inauguré par Voyage aux enfers du siècle.

## Résumé
Parvenu aux Enfers, le narrateur Buzzati découvre l’activité cruelle des diablesses. Stephen Tiraboshi, ingénieur à plein temps dans une entreprise, devient le bouc émissaire de Rosella et devient la marionnette de la diablesse qui le contrôle à l'aide d'un levier : plus le levier est abaissé, plus l’ingénieur s’agite (interpellé par le téléphone, la secrétaire, les rendez-vous). Stephen ne survit pas aux exigences de Rosella, le narrateur Buzzati non plus.

## Personnages
- La présidente : elle dirige l'Enfer.
- Rosella : jeune fille d'environ 18 ans, c'est une diablesse de l'Enfer, elle est un peu manipulatrice.
- Stephen Tiraboschi : Stephen s'occupe d'une fabrication dont on ignore le nom et il est dirigeant d'une grande usine.
- Buzzati : narrateur de l'histoire et le personnage principal.